# Cephalodella compressa
Cephalodella compressa är en hjuldjursart som beskrevs av Myers 1924. Cephalodella compressa ingår i släktet Cephalodella och familjen Notommatidae. Inga underarter finns listade i Catalogue of Life.